# Shoko Fusano
Shoko Fusano (Japans: 房野 抄子) (Tomakomai, 25 september 1965) is een schaatsster uit Japan. Ze vertegenwoordigde haar vaderland op de Olympische Winterspelen 1984 in Sarajevo en de Olympische Winterspelen 1988 in Calgary.

## Resultaten

### Olympische Spelen
| Jaar | Plaats   | Resultaten                   |
| ---- | -------- | ---------------------------- |
| 1984 | Sarajevo | 22e 500 meter 22e 1000 meter |
| 1988 | Calgary  | 8e 500 meter 11e 1000 meter  |

### Wereldkampioenschappen
| Jaar          | Plaats     | Resultaten   |
| ------------- | ---------- | ------------ |
| 1984 Allround | Deventer   | 24e Allround |
| 1985 Sprint   | Heerenveen | 15e Sprint   |
| 1986 Sprint   | Karuizawa  | 11e Sprint   |
| 1987 Sprint   | Sainte-Foy | 18e Sprint   |
| 1988 Sprint   | West Allis | 10e Sprint   |

### Wereldkampioenschappen junioren
| Jaar          | Plaats   | Resultaten   |
| ------------- | -------- | ------------ |
| 1983 Allround | Sarajevo | 12e Allround |

### Wereldbeker
| Seizoen   | 500 m | 1000 m |
| --------- | ----- | ------ |
| 1986/1987 | 44e   | 29e    |

## Persoonlijke records
| Afstand    | Tijd    | Datum            | Baan     |
| ---------- | ------- | ---------------- | -------- |
| 500 meter  | 40,61   | 13 februari 1988 | Calgary  |
| 1000 meter | 1.21,47 | 13 februari 1988 | Calgary  |
| 1500 meter | 2.18,26 | 3 februari 1988  | Morioka  |
| 3000 meter | 4.52,89 | 5 maart 1983     | Sarajevo |